# 빅토르 킴
빅토르 게오르계비치 킴(러시아어: Ви́ктор Гео́ргиевич Ким, 1955년 7월 27일~)은 카자흐스탄의 컬링 선수이자, 코치이다.
2003년에 카자흐스탄 컬링 협회를 설립했으며, 협회의 사무총장직을 맡고 있다.